# Calliostoma bellatrix
Calliostoma bellatrix is een slakkensoort uit de familie van de Calliostomatidae. De wetenschappelijke naam van de soort is voor het eerst geldig gepubliceerd in 2002 door Willan.